# Gomphosus varius
Gomphosus varius là một loài cá biển thuộc chi Gomphosus trong họ Cá bàng chài. Loài cá này được mô tả lần đầu tiên vào năm 1801.

## Từ nguyên
Từ định danh của loài, varius, trong tiếng Latinh có nghĩa là "đa dạng, khác nhau", hàm ý đề cập đến màu sắc cơ thể của cá đực thuộc loài này, là sự kết hợp giữa các tông màu xanh lục, xanh lam và màu vàng.

## Phạm vi phân bố và môi trường sống
G. varius có phạm vi phân bố rộng rãi ở Tây và Trung Thái Bình Dương, nhưng ít phổ biến hơn ở Đông Ấn Độ Dương. Loài này được ghi nhận ở hầu hết vùng biển thuộc các nước Đông Nam Á, mở rộng phạm vi về phía đông đến các đảo quốc, quần đảo thuộc châu Đại Dương (bao gồm quần đảo Hawaii ở Bắc Thái Bình Dương); ngược lên phía bắc đến bờ biển Hồng Kông, quần đảo Ryukyu và vùng biển Nam Nhật Bản; phía nam trải dài đến đảo Lord Howe và rạn san hô Great Barrier; xa hơn ở phạm vi phía tây đến đảo Giáng Sinh và quần đảo Cocos (Keeling) (Úc), cũng như dọc theo bờ biển bang Tây Úc.
G. varius sống gần những rạn san hô viền bờ và trong các đầm phá ở độ sâu đến ít nhất là 35 m; cá con đôi khi được quan sát trong các thảm cỏ biển.
Loài họ hàng cùng chi duy nhất được biết đến của G. varius, Gomphosus caeruleus, có phạm vi phân bố rộng rãi trên Ấn Độ Dương.

## Mô tả

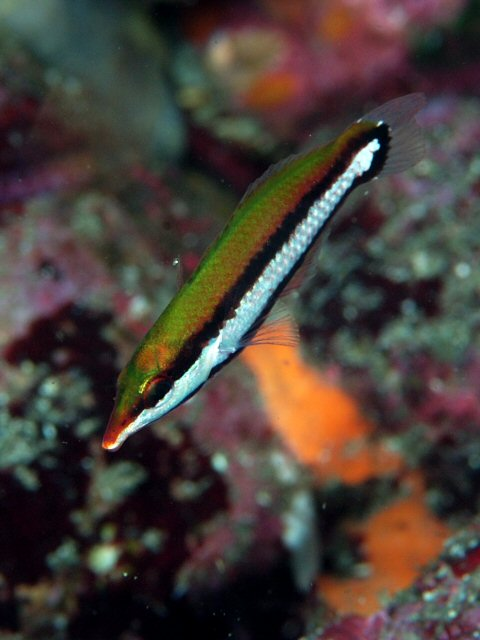
Cá con

G. varius có chiều dài cơ thể tối đa được ghi nhận là 32 cm. Các loài Gomphosus đều có chung một đặc điểm là phần mõm dài và nhọn như mỏ chim nhưng mõm của cá con ngắn hơn rất nhiều.
Như nhiều loài cá bàng chài khác, G. varius là một loài lưỡng tính tiền nữ (protogynous hermaphrodite), nghĩa là tất cả cá con đều phải trải qua giai đoạn trung gian là cá cái trước khi biến đổi hoàn toàn thành cá đực, đồng thời G. varius cũng là loài dị hình giới tính.
Cá cái có đầu và thân trước là màu trắng, lốm đốm những chấm đen trên mỗi vảy, chuyển dần sang màu xám ở thân giữa, sẫm đen ở thân sau và toàn bộ vây đuôi; vùng trên của mõm có màu đỏ, kéo dài thành sọc đen băng qua mắt; vây đuôi hơi bo tròn, có dải viền màu trắng xám ở rìa sau. Cá đực có màu xanh lục lam sẫm với một vệt màu vàng lục ở sau đầu, trên gốc vây ngực; mỗi vảy trên thân có một vạch màu đỏ; vây đuôi cụt, có một dải màu xanh lam sáng hình bán nguyệt ở rìa sau. Cá con có lưng màu xanh lục (hơi nâu) với 2 dải sọc ngang màu đen ở mỗi bên thân (một sọc băng qua mắt, sọc còn lại nằm trên bụng); phần thân còn lại có màu trắng.
Trong quá trình tán tỉnh, màu xanh lam trên cơ thể cá đực trở nên chiếm ưu thế, và dải màu vàng lục ở sau đầu sẽ sáng màu hơn.
Số gai ở vây lưng: 8; Số tia vây ở vây lưng: 13 - 14; Số gai ở vây hậu môn: 2 - 3; Số tia vây ở vây hậu môn: 10 - 13; Số tia vây ở vây ngực: 15 - 17.

## Sinh thái và hành vi
Thức ăn của G. varius chủ yếu là các loài thủy sinh không xương sống, đặc biệt là những động vật giáp xác, đôi khi chúng ăn cả những con cá nhỏ hơn. G. varius có thể sống đơn độc hoặc hợp thành những nhóm nhỏ.

### Lai tạp
G. varius được ghi nhận là đã tạo ra những cá thể lai với hai loài cá bàng chài của chi Thalassoma, là Thalassoma duperrey và Thalassoma lunare:
- G. varius × T. lunare: được quan sát ngoài khơi đảo Cassini (Tây Úc) và tại rạn san hô Great Barrier[8].
- G. varius × T. duperrey: được quan sát ngoài khơi phía tây đảo Hawaii[8].

### Phát tín hiệu âm thanh
Những tín hiệu âm thanh từ cá đực của cả hai loài cá bàng chài G. varius và T. duperrey đã được ghi nhận tại các rạn san hô ở Hawaii. Cá đực cả hai loài đều phát ra hai loại dãy xung, được ký hiệu là dạng I và dạng II. Xung loại I được phát ra trong suốt quá trình sinh sản và tán tỉnh, trong khi xung loại II chỉ xuất hiện ở các hành vi liên quan đến việc tán tỉnh. Người ta nhận thấy, xung loại I của G. varius có tần số thấp hơn xung cùng loại của T. duperrey, và có dải tần hẹp hơn so với T. duperrey.

## Thương mại
G. varius là loài cá cảnh xuất hiện khá phổ biến, nhưng thi thoảng vẫn được bày bán trong các chợ cá. Những cá thể G. varius đực có màu sắc sáng có thể đắt gấp đôi giá của những cá thể đực có màu sẫm hơn và những cá thể cái có kích thước tương đương.